# 格里格斯鎮區 (阿肯色州聖弗朗西斯縣)
格里格斯鎮區（英語：Griggs Township）是位於美國阿肯色州聖弗朗西斯縣的一個行政鎮區。

## 地方資料
格里格斯鎮區的面積為250.48平方千米，當中陸地面積為245.32平方千米，而水域面積為5.16平方千米。根據2010年美國人口普查的數據，當地共有人口746人，而人口密度為每平方千米2.98人。